# Bleistraße (Stralsund)
Die Bleistraße ist eine Stadtstraße im Stadtgebiet Altstadt in Stralsund. Sie verbindet den Neuen Markt mit der Marienstraße und wird von der Kiebenhieberstraße gekreuzt. Die Bleistraße gehört zum Kerngebiet des UNESCO-Welterbes mit dem Titel Historische Altstädte Stralsund und Wismar.
Die Straße wurde im Jahr 1307 erstmals urkundlich erwähnt und erhielt ihren Namen von den bliden genannten Wurfgeschossen, die der Verteidigung der Stadt dienten. Die Geschosse wurden im blydenhaus aufbewahrt; dieses Haus stand an der Ecke des Neuen Marktes zur Bleistraße und gab ihr den Namen. Die Bedeutung blide verschwand später und wurde im Sprachgebrauch durch Blei ersetzt; die Wurfgeschosse hatten mit diesem Metall tatsächlich jedoch nichts zu tun.
Bei der Explosion eines Pulverturms am Knieperwall im Dezember 1770 wurden fast alle umliegenden Häuser, auch die in der Bleistraße, beschädigt bzw. zerstört. Ein großer Teil der heute dort zu findenden Häuser stammt somit aus dem 19. Jahrhundert.
Acht der Gebäude stehen unter Denkmalschutz (siehe auch Liste der Baudenkmale in Stralsund), nämlich die Häuser Bleistraße 1, Bleistraße 2, Bleistraße 2 a, Bleistraße 4, Bleistraße 5, Bleistraße 9, Bleistraße 13 a, Bleistraße 14; bis zu seinem Abriss im Jahr 2006 zudem das Haus Bleistraße 15.
Die heutigen Hausnummern wurden im 19. Jahrhundert vergeben. Vom Jahr 1900 bis 1960 fuhr durch die Bleistraße die Stralsunder Straßenbahn. Die Straße ist als Einbahnstraße ausgewiesen.